# Donald L. Coburn
Donald L. Coburn (ur. 4 sierpnia 1938 w Baltimore) – amerykański dramaturg, zdobywca Nagrody Pulitzera. 
Szkołę średnią ukończył w 1957. Potem służył w marynarce wojennej. Był dwa razy żonaty. W 1978 dostał Nagrodę Pulitzera w dziedzinie dramatu. Wyróżnienie otrzymał za sztukę The Gin Game.